# تیبور هلیلویچ
تیبور هلیلوویچ (به انگلیسی: Tibor Halilović؛ زادهٔ ۱۸ مارس ۱۹۹۵) بازیکن فوتبال اهل کرواسی است که در پست هافبک برای باشگاه تراکتور در لیگ برتر خلیج فارس بازی می‌کند.
از باشگاه‌هایی که در آن بازی کرده است می‌توان به ویسوا کراکوف اشاره کرد.

## دوران باشگاهی
در ۲۳ ژوئن ۲۰۱۷، هلیلوویچ قراردادی با ویسوا کراکوف در لهستان امضا کرد.

### رییکا
در ۲۲ ژانویه ۲۰۱۹، هلیلوویچ قراردادی دو و نیم‌ساله با رییکا در کرواسی با گزینهٔ تمدید یک‌ساله امضا کرد.
هلیلوویچ تنها گل فینال جام حذفی کرواسی را در برابر باشگاه سابق خود لوکوموتیو زاگرب در ۱ اوت ۲۰۲۰ به ثمر رساند و دومین قهرمانی پیاپی رییکا در این رقابت‌ها را تضمین کرد.

### هیرنفین
در ۱۱ ژانویه ۲۰۲۱، هلیلوویچ با هیرنفین قراردادی تا سال ۲۰۲۴ امضا کرد.

### دینامو زاگرب
در ۴ سپتامبر ۲۰۲۳، هلیلوویچ به دینامو زاگرب بازگشت و تا سال ۲۰۲۴ قرارداد بست.

## افتخارات

### باشگاهی

#### دینامو زاگرب
- لیگ برتر کرواسی (۲): ۱۴–۲۰۱۳، ۲۴–۲۰۲۳
- جام حذفی کرواسی (۱): ۲۴–۲۰۲۳

#### ریکا
- جام حذفی کرواسی (۲): ۱۹–۲۰۱۸، ۲۰–۲۰۱۹